# Andronovská kultura

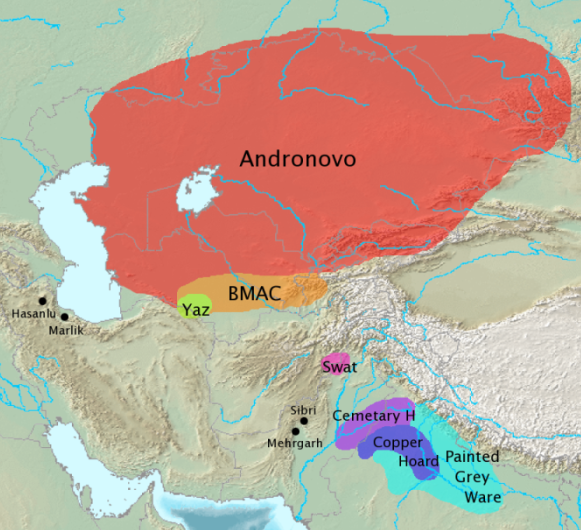
Mapa rozšíření andronovské kultury

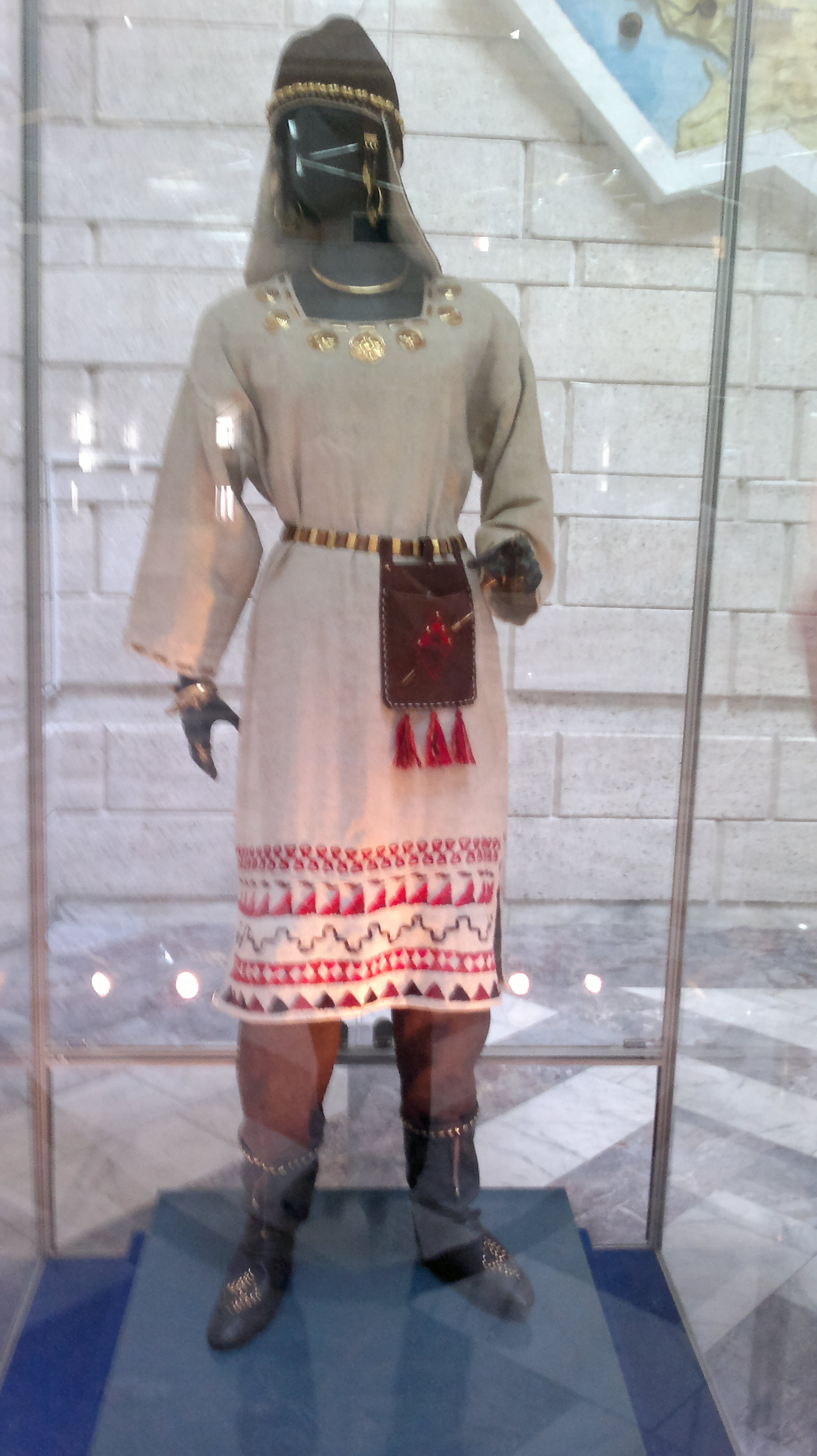
Oděv a šperky příslušnice andronovské kultury

Andronovská kultura je název pro archeologickou kulturu, která existovala ve 2. tisíciletí př. n. l. ve stepích střední Asie a jihozápadní Sibiře, od Uralu a Kaspického moře na západě po horní tok Jeniseje a Ťan-Šan na východě.
Kultura získala název podle vesnice Andronovo v Krasnojarském kraji, kde roku 1914 odkryl její pozůstatky Arkadij Tugarinov. Na základě řady podobných nálezů identifikoval tento společný kulturní okruh v roce 1927 Sergej Teplouchov. Andronovské kultuře v této oblasti předcházela starší sintaštská kultura, i když míra návaznosti je předmětem sporů a většina odborníků spíše než o jednotné andronovské kultuře hovoří o společném horizontu. Kultura vznikla nejspíše migrací lidu kultury se šňůrovou keramikou z Evropy na východ. Její nositelé náleželi k předkům Indoíránců.
Andronovská kultura spadá do doby bronzové, její příslušníci byli zdatní kovotepci, jejichž výrobky byly nalezeny na rozsáhlém území svědčícím o čilém obchodním ruchu. Provozovali pastevectví skotu, ovcí a koz i primitivní zemědělství. Žili polokočovným životem, podél vodních toků zakládali nevelké osady tvořené dřevěnými polozemnicemi. Koně používali k jízdě i tahu, andronovcům se připisuje vynález loukoťového kola. O vyspělých náboženských představách a vysoké míře společenské hierarchie svědčí okázalé pohřby náčelníků: mohyly, pohřby na vozech, množství obětovaných zvířat a ozdobných předmětů.
Na základě geografických názvů zachovaných v dané oblasti se obvykle soudí, že příslušníci andronovské kultury hovořili indoíránskými jazyky, na jejich kostrách převažují znaky europoidního typu. Nástupcem tohoto lidu na území dnešního severního Kazachstánu a jižní Sibiře byla karasukská kultura. Za produkt migrace těchto indoíránských etnik západním směrem bývají pokládáni Kimmeriové. Z příslušníků andronovské kultury, kteří zůstali ve svých sídlech ve Střední Asii, pocházeli také Sakové, Skytové, Sarmati a pazyrycká kultura.
Obyvatelé Oxuské kultury z horního toku řeky Amudarja na jihu střední Asie, kteří vzešli z neolitických zemědělců z Íránské vysočiny, pravděpodobně hráli významnou roli během migrace nomádských indoíránských kmenů andronovské kultury ze střední Asie na jih a při etnogenezi íránských národů. Během této expanze příslušníci andronovské kultury převzali tuto městskou kulturu a smísili se s jejími obyvateli.